# Esagila
Esagila o Esaĝila, Esangila, Esaĝil, šešgallu (del sumerio: 𒂍𒊕𒅍𒆷 É-sa-gil, É-SAǦ-ÍL.LA templo de techo elevado o Casa de la sublime morada) fue un templo de la ciudad de Babilonia que poseía Marduk, y estaba dedicado a él y a su consorte Serpanitu. El templo estaba complementado con un ziqqurratu.
Esagila aparece mencionado en el código de Hammurabi, donde el propio Hammurabi se declara sirviente diario del templo.

## Apogeo
Estaba situado al sur del zigurat Etemenanki, conocido en la tradición judeocristiana como Torre de Babel. En el templo se rendía culto a la imagen de Marduk, rodeada por las imágenes de culto de todas las ciudades que se habían rendido a la hegemonía del Imperio Babilónico desde el siglo XVIII a. C.; había también un pequeño lago, llamado Apsu (o «Abzu») por los sacerdotes babilonios. Este Apsu, era una representación de Enki, padre de Marduk, que como dios de las aguas, vivía allí, pues se consideraba que era el origen de todas las aguas dulces sobre las que flotaba la tierra.
Los babilonios celebraban las fiestas del Akitu para recordar que Marduk había creado el orden en el universo. El santuario Esagila, según el Enuma Elish, sería el hogar de todos los dioses bajo el patronazgo de Marduk y, por tanto, el centro del universo.

## Descripción
El complejo Esagila, completado por Nabucodonosor II era el centro de la ciudad de Babilonia. Comprendía un gran patio de unos 40 x 70 m, que contenía otro más pequeño de unos 25 x 40 m, y finalmente, una capilla central, consistente en una antesala y una sala principal, donde estaban las estatuas de Marduk y Serpanitu.

## Decadencia
Según Heródoto, cuando Jerjes I saqueó la ciudad de Babilonia, en 482 a. C., desacralizó el templo de Esagila al llevarse una de sus estatuas. Alejandro Magno ordenó su restauración, por lo que el templo se mantuvo a lo largo del siglo II a. C., como uno de los últimos baluartes de la cultura babilonia, al igual que la escritura cuneiforme. Bajo el Imperio Parto, Babilonia fue gradualmente abandonada y el templo cayó en ruinas durante el siglo I a. C.

## Redescubrimiento
Fue redescubierto en noviembre de 1900 por Robert Koldewey, bajo una enorme masa de escombros que lo cubría, aunque no empezó a ser examinado en serio hasta 1910. El agua había disgregado muchos de los ladrillos de adobe y otros viejos materiales de la construcción. La mayoría de los hallazgos corresponden al período Neobabilónico y posteriores.